# اسکات سی. دانلی
اسکات سی. دانلی (به انگلیسی: Scott C. Donnelly) (زاده ۱۹۶۱) کارآفرین، بازرگان و مدیر ارشد اجرایی آمریکایی است، که اکنون به‌عنوان مدیر عامل اجرایی و رییس هیئت مدیره تکستران فعالیت می‌کند.